# Mitologia siberiana
La mitologia siberiana agrupa les creences i relats de Sibèria abans de l'arribada dels russos. Està formada pel sincretisme dels mites de quatre grans pobles: els finnoúgrics, els mongols, els esquimals i poblacions anomenades paleosiberianes.
Consideren que l'univers té forma d'ou. La seva closca topa entre el cel i la Terra, produint el vent, i al centre hi ha un arbre màgic, que serveix de pont entre els mons (com passa en la mitologia sumèria o germànica). També hi ha un riu que flueix a la seva vora.
La Terra sorgeix de la competència de dues divinitats, germans o parella, segons els relats. Ells dos van ordenant-la, però cometen errors perquè no tenen un pla previ, cosa que explica les aventures dels herois per dotar-ne d'ordre el conjunt o esmenar-ne les errades més grosses. Per ajudar els humans, envien una àliga màgica, que serà el primer xaman, però posteriorment no s'ocupen d'ells com altres religions més centrades en el culte. Per això, l'objectiu principal dels humans serà restablir aquesta comunicació, bàsicament amb els viatges iniciàtics dels xamans.